# Delia Matte Pérez
Delia Matte Pérez (1886 - 1941) là một nhà nữ quyền người Chile vào đầu thế kỷ 20. Bà sinh ra trong một gia đình quý tộc đáng chú ý, bà là con gái của Domingo Matte Messiah, thương nhân và chủ ngân hàng, và Rosalia Perez Vargas. Bà kết hôn với Salvador Izquierdo và có năm người con: Salvador, Raul, Delia, Rachel và Augusto. Bà đồng sáng lập Club de Señoras ("Câu lạc bộ dành cho phụ nữ") vào năm 1916 với Iris và Luisa Lynch. Từ đó nơi đây bắt đầu khởi xướng cuộc đấu tranh giải phóng phụ nữ và tạo ra dự luật đầu tiên để trao quyền công dân cho phụ nữ Chile. Bà là em gái của Claudio Matte, Augusto Matte và Ricardo Matte Pérez. Bà bảo vệ các thể loại nữ quyền khác nhau như: "đánh thức ở phụ nữ quyền học tập... quyền rút ra tất cả các kỹ năng tạo nên một nền văn hóa hiệu quả và cũng là quyền thiết lập tính cách, nữ quyền gần như tương đương khái niệm đơn giản và quan trọng về sự tồn tại, bởi vì những người không được nhận thức khác biệt giữa cộng đồng người không có quyền được ".

## Hình ảnh

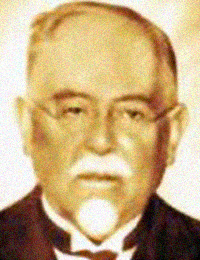
Claudio Matte Perez
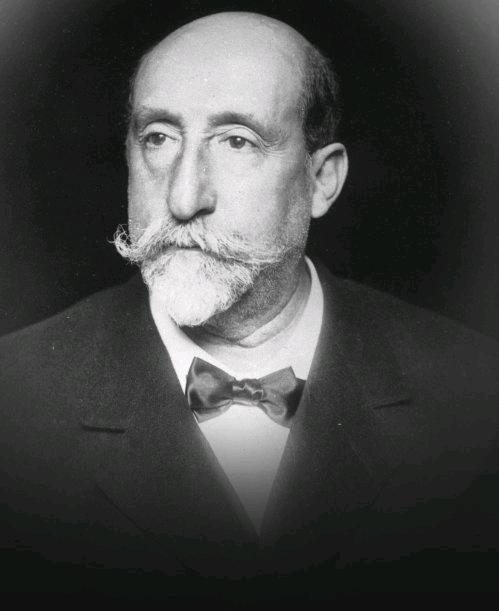
Augusto mờ Pérez
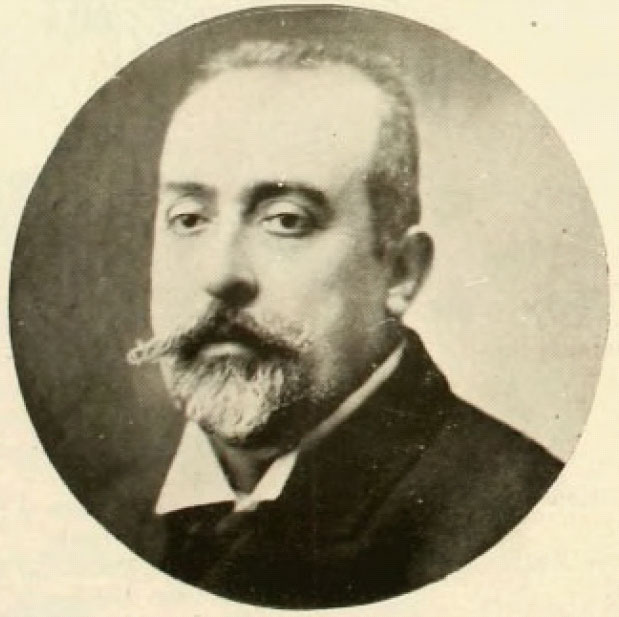
Ricardo Matte Pérez